# 2011年中華民國全國運動會游泳比賽
2011年中華民國全國運動會游泳比賽於2011年10月23日至26日於彰化縣立健興游泳池舉行。

## 賽事

### 男子
| 項目                | 金牌                               | 金牌                | 银牌                               | 银牌                | 铜牌                               | 铜牌                |
| 50公尺自由式        | 王紹安 高雄市                      | 23.40               | 吳浚鋒 彰化縣                      | 23.45               | 張國基 台北市                      | 23.59               |
| 100公尺自由式       | 王紹安 高雄市                      | 50.74               | 王郁濂 高雄市                      | 52.62               | 魏志翔 台北市                      | 53.42               |
| 200公尺自由式       | 王郁濂 高雄市                      | 01:51.24 破全國記錄 | 曾昱誠 高雄市                      | 01:52.37 破全國記錄 | 許志傑 台北市                      | 01:53.87            |
| 400公尺自由式       | 曾昱誠 高雄市                      | 03:57.02 破全國記錄 | 賴亮薰 台中市                      | 04:03.95            | 潘凱文 高雄市                      | 04:05.29            |
| 1500公尺自由式      | 曾昱誠 高雄市                      | 15:53.41            | 賴亮薰 台中市                      | 16:09.69            | 張耘豪 新北市                      | 16:09.89            |
| 50公尺仰式          | 縱肇霖 台北市                      | 26.69 破全國記錄    | 袁平 台北市                        | 26.80 破大會記錄    | 王郁濂 高雄市                      | 27.34               |
| 100公尺仰式         | 縱肇霖 台北市                      | 57.59 破大會記錄    | 袁平 台北市                        | 57.80 破大會記錄    | 林士傑 高雄市                      | 59.25               |
| 200公尺仰式         | 縱肇霖 台北市                      | 02:04.61 破全國記錄 | 林士傑 高雄市                      | 02:05.54 破大會記錄 | 袁平 台北市                        | 02:06.80 破大會記錄 |
| 50公尺蛙式          | 陳卓逸 基隆市                      | 29.68               | 江信宏 台中市                      | 29.78               | 王韋文 新北市                      | 29.90               |
| 100公尺蛙式         | 江信宏 台中市                      | 1:03.69             | 王韋文 新北市                      | 1:04.72             | 隋宗霖 台北市                      | 1:04.84             |
| 200公尺蛙式         | 江信宏 台中市                      | 02:17.75            | 隋宗霖 台北市                      | 02:18.66            | 李炫諺 新竹市                      | 02:21.19            |
| 50公尺蝶式          | 許志傑 新北市                      | 25.12 破大會記錄    | 袁平 台北市                        | 25.49               | 張國基 台北市                      | 25.76               |
| 100公尺蝶式         | 許志傑 新北市                      | 54.42 破大會記錄    | 鄭國輝 新北市                      | 56.59               | 朱宸平 台中市                      | 56.89               |
| 200公尺蝶式         | 許志傑 新北市                      | 02:01.03 破大會記錄 | 宋柏賢 新北市                      | 02:03.32            | 潘凱文 高雄市                      | 02:07.17            |
| 200公尺混合式       | 許志傑 新北市                      | 02:06.20            | 簡瑞廷 新北市                      | 02:07.89            | 賴亮薰 台中市                      | 02:08.05            |
| 400公尺混合式       | 許志傑 新北市                      | 04:29.35            | 潘凱文 高雄市                      | 04:31.75            | 蕭富祐 高雄市                      | 04:31.84            |
| 4x100公尺自由式接力 | 高雄市 王紹安 林建龍 曾昱誠 王郁濂 | 03:27.57 破全國記錄 | 台中市 邱泓儒 江信宏 周偉良 賴亮薰 | 03:34.46            | 新北市 簡瑞廷 周校永 趙晏熙 許志傑 | 03:34.81            |
| 4x200公尺自由式接力 | 高雄市 林建龍 孫于凱 曾昱誠 王郁濂 | 07:44.02            | 新北市 簡瑞廷 張耘豪 趙晏熙 許志傑 | 07:52.11            | 台中市 周偉良 賴亮薰 邱泓儒 吳丞鈺 | 07:58.02            |
| 4x100公尺混合式接力 | 新北市 趙晏熙 王韋文 許志傑 簡瑞廷 | 03:51.55 破大會記錄 | 台中市 楊鈞堯 江信宏 朱宸平 賴亮薰 | 03:55.07            | 高雄市 王郁濂 吳忠懋 潘凱文 黃智勇 | 03:59.19            |

### 女子
| 項目                | 金牌                               | 金牌               | 银牌                               | 银牌             | 铜牌                               | 铜牌             |
| 50公尺自由式        | 楊金桂 高雄市                      | 26.18              | 謝欣容 高雄市 袁羽 台北市          | 27.04            | 沒有                               | 沒有             |
| 100公尺自由式       | 楊金桂 高雄市                      | 56.69              | 宋欣億 台北市                      | 58.36            | 謝至琳 台北市                      | 58.59            |
| 200公尺自由式       | 楊金桂 高雄市                      | 02:03.47           | 丁聖祐 台北市                      | 02:05.62         | 黃得禎 新北市                      | 02:06.02         |
| 400公尺自由式       | 楊金桂 高雄市                      | 04:24.19           | 丁聖祐 台北市                      | 04:25.38         | 謝至琳 台北市                      | 04:30.60         |
| 800公尺自由式       | 楊金桂 高雄市                      | 09:01.89           | 陳廷 台北市                        | 09:03.98         | 鄧羽彣 基隆市                      | 09:10.21         |
| 50公尺仰式          | 陳廷 台北市                        | 26.69 破大會記錄   | 藍毓容 桃園縣                      | 26.80 破大會記錄 | 陳俞蓉 台中市                      | 27.34 破大會記錄 |
| 100公尺仰式         | 陳廷 台北市                        | 1:05.06 破大會記錄 | 鄧伃絜 台北市                      | 1:06.09          | 藍毓容 桃園縣                      | 1:06.78          |
| 200公尺仰式         | 陳廷 台北市                        | 02:19.27           | 程琬容 台北市                      | 02:23.55         | 陳品璇 新北市                      | 02:25.02         |
| 50公尺蛙式          | 陳怡娟 台北市                      | 32.25 破全國記錄   | 宋欣億 台北市                      | 33.79            | 廖曼汶 台中市                      | 34.26            |
| 100公尺蛙式         | 陳怡娟 台北市                      | 1:10.11 破全國記錄 | 廖曼汶 台中市                      | 1:13.68          | 曾綾宣 新北市                      | 1:13.78          |
| 200公尺蛙式         | 陳怡娟 台北市                      | 02:32.93           | 程琬容 台北市                      | 02:33.51         | 廖曼汶 台中市                      | 02:37.13         |
| 50公尺蝶式          | 楊金桂 高雄市                      | 27.83 破大會記錄   | 丁聖祐 台北市                      | 28.10            | 程琬容 台北市                      | 28.59            |
| 100公尺蝶式         | 程琬容 台北市                      | 1:00.81 破大會記錄 | 楊金桂 高雄市                      | 1:01.51          | 丁聖祐 台北市                      | 1:03.54          |
| 200公尺蝶式         | 程琬容 台北市                      | 02:12.65           | 楊金桂 高雄市                      | 02:15.21         | 余苡甄 台中市                      | 02:18.31         |
| 200公尺混合式       | 程琬容 台北市                      | 02:17.69           | 丁聖祐 台北市                      | 02:19.55         | 余苡甄 台中市                      | 02:26.42         |
| 400公尺混合式       | 程琬容 台北市                      | 04:55.26           | 丁聖祐 台北市                      | 05:02.44         | 林欣蘭 桃園縣                      | 05:05.77         |
| 4x100公尺自由式接力 | 高雄市 謝欣容 蔡宜瑾 龔珮萱 楊金桂 | 03:56.32           | 新北市 黃得禎 林蔓繻 陳品存 陶宇安 | 04:00.65         | 台中市 陳俞蓉 張芳語 余苡甄 敬雅棠 | 04:05.17         |
| 4x200公尺自由式接力 | 高雄市 謝欣容 蔡宜瑾 龔珮萱 楊金桂 | 08:34.61           | 新北市 黃得禎 林蔓繻 陳品存 陶宇安 | 08:42.70         | 台中市 陳俞蓉 張芳語 余苡甄 敬雅棠 | 08:50.52         |
| 4x100公尺混合式接力 | 高雄市 謝欣容 徐安 龔珮萱 楊金桂   | 04:26.77           | 新北市 黃得禎 林蔓繻 曾綾宣 陶宇安 | 04:27.41         | 台中市 陳俞蓉 廖曼汶 余苡甄 敬雅棠 | 04:27.74         |